# Львівська одигітрія-провідниця
Ікона Божої Матері «Львівська Одигітрія-Провідниця» — чудотворна ікона Божої Матері, належить до «Одигітрій». Старовинну ікону вважають найстарішою у Львові та датують 1360 роком (XIV століття).

## Історія
За легендами, ікону «Львівської Богородиці Одигітрії-Провідниці», було написано євангелистом Лукою, з іще змальованої Марії. Тривалий час цінне зображення перебувало у Візантії, а згодом сестра імператора Василя II Анна, яка зберігала образ, як придане, привезла  його на територію тодішньої Руси-України. 
Представники різних конфесій віками вшановували ікону, після щирих молитов незрячі починали бачити, видужували онкологічно хворі, але найбільше див ставалось із безплідними жінками. За їхніми словами, відмовивши біля ікони молитви, вони змогли пізнати щастя материнства. Після Триденського собору (1545–1563), у якому брав участь Перемишльський єпископ Валентин Гербурт, усім католицьким священникам було потрібно негайно замінити ікони, що написали іконописці не латинської традиції. Цього активно домагався і львівський архиєпископ Дмитро Соліковський. За допомогою підписання королівського декрету про створення у Львові братства малярів, він видав розпорядження: костели повинні очиститись від «чужих ікон». Але і тут стається диво з іконою «Львівської Богородиці» (її не знищують, а передають львівським вірменам). Дослідники історії цієї ікони пов'язують це з дивами, що неодноразово траплялись з вірянами. Для того, щоб образ більше ніхто не вирішив знищити, його переписали і надали Богородиці вірменських етнічних рис обличчя. Саме у такому вигляді ікона ввійшла в літературу (про неї часто згадували у 30-х роках XX століття, особливо польський професор Гембарович). Тривалий час диво-ікона зберігалася у Вірменському соборі аж до часів Другої світової війни. 
Дослідник Борис Возницький пригадує: «Я шукав її двадцять років, відколи про неї довідався. Річ у тому, що після війни вона зникла, зрештою, як і унікальне рукописне вірменське Євангеліє XV ст. Жодні пошуки ні у Львові, ні серед вірменів, які емігрували до Польщі у другій половині 40-х років, результатів не давали. Було схоже, що цієї ікони Львів більше ніколи не побачить. І як же я здивувався, коли у 1984 році до мене, за рекомендацією Володимира Вуйцика, завітав професор нашого університету Андрій Отко і сказав, що має стару вірменську ікону, яку хотів би передати до музею. За його словами, ікону, на прохання вірменського єпископа, переховувала вчителька школи вірменок-бенедиктинок пані Станкевич, яка перед смертю передала її своїй учениці Софії Блонській, матері Андрія Отка. Яким же було наше здивування, коли, взявшись за реставрацію ікони, ми раптом виявили, що під нею є добре збережене зображення XIV ст».
Після реставрації ікону виставляли у найстарішому львівському храмі — церкві Івана Хрестителя (вул. Ужгородська, 1). Згодом виникли труднощі з охороною ікони, найкращим вирішенням проблеми було зберігати львівську Богородицю у фондах. На думку Бориса Возницького, «Львівська Богородиця» — сучасниця ще двох відомих у світі ікон такого типу. Одна з них — чудотворна — вивезена з Белза (Львівщина) до Ченстохова і є найціннішою іконою в Польщі. Іншу вивезли домініканці зі Львова, мурів Домініканського собору (площа Музейна, 1) у 1946 році до Польщі (Ґданськ).

## Коронація ікони
У 1749 році Папа Римський Бенедикт XIV видає декрет про дозвіл коронації ікони. Два роки готувалися до цього свята і нарешті  30 червня 1751 року дзвони всіх храмів Львова сповістили про величне свято. Як на диво, коронування відбувалось на звичайному полі при міській дорозі. Ікону хресним ходом пронесли через вісім тріумфальних арок, що були оздоблені різноманітними геральдичними знаками, відомими портретами та цікавими скульптурами. Відтоді коронована Богородиця прикрашала каплицю Домініканського монастиря. У 1946 році, представники ордену домініканців вивезли образ до Гданська, що у Польщі, і перенесли до костелу святого Миколая. У Львові зберігається копія ікони Богородиці-Провідниці (Одигітрії). 

## Реставрація
У Львівській національній галереї мистецтв було розкрито первісний авторський живопис, який зберігся без суттєвих втрат. Реставратори усунули пізніші записи XVI–XVII ст., а відрізані зверху і знизу краї дошки вирішили не реконструювати. Також вирішили не поновлювати втрат ґрунту та не робити тонування. Для того, щоб ікона зберігалась якнайдовше без суттєвих пошкоджень, майстри виготовили спеціальне обрамлення з мікрокліматом. Плідну працю виконав художник-реставратор вищої категорії Володимир Мокрій. У 1987 році ікону Богородиці представили на виставці. Згодом вона увійшла до каталогу відреставрованих творів мистецтва з датуванням, яке запропонував Борис Возницький — 1360 рік.

## Вшанування
Вшанувати святість ікони вирішують 4 грудня 2010 року, під час  візиту до Львова Святійшого Патріарха Київського і всієї Руси-України Філарета. Ініціатива вшанування ікони належала Борису Возницькому. Саме він фактично повернув ікону львів’янам. Образ до сьогодні зберігається у львівській галереї мистецтв. Щоб вшанувати ікону, її  перенесли до Покровського катедрального собору, там відбувся чин її прославлення. Святійший Патріарх Філарет освятив чотири чудотворних списки. Один із них встановили  у Свято-Покровському катедральному соборі Львова. 13 грудня 2010 року на засіданні Священного Синоду Української Православної Церкви Київського Патріархату вирішили обрати  день особливого шанування Львівської ікони Богородиці «Одигітрії-Провідниці». Це перший недільний день після дня пам‘яті святого великомученика Юрія Змієборця (23 квітня/6 травня).